# Atlantique (film)
Atlantique is een Senegalees-Frans-Belgische speculatieve fictiefilm uit 2019, geregisseerd door Mati Diop.

## Verhaal
De tiener Ada woont in Senegal en heeft een relatie met Suleiman die op een dag samen met zijn vrienden besluit om over de Atlantische Oceaan het land te verlaten op zoek naar een betere toekomst maar de jongeren verdwijnen spoorloos. Na de verdwijning van haar vriend wordt Ada door haar familie tegen haar zin uitgehuwelijkt aan een oudere man, de rijke Omar. Maar dan beginnen er vreemde zaken te gebeuren zoals het bed van Omar dat in brand vliegt op hun huwelijksdag. Het blijkt dat de geesten van de vermiste jongeren teruggekeerd zijn en bezit nemen van de lichamen van enkele inwoners van Dakar.

## Rolverdeling
| Acteur           | Personage |
| ---------------- | --------- |
| Mame Bineta Sane | Ada       |
| Amadou Mbow      | Issa      |
| Ibrahima Traoré  | Souleiman |
| Nicole Sougou    | Dior      |
| Aminata Kane     | Fanta     |
| Babacar Sylla    | Omar      |

## Productie
Atlantique ging op 16 mei 2019 in première op het filmfestival van Cannes in de competitie voor de Gouden Palm waar hij de Grand Prix won. Het was de eerste maal in de 72-jarige geschiedenis van het festival dat een film van een zwarte vrouwelijke regisseur geselecteerd werd voor de hoofdcompetitie. Netflix kocht na het festival meteen de distributierechten van de prijswinnende film. De film kreeg positieve kritieken van de filmcritici met een score van 95% op Rotten Tomatoes, gebaseerd op 132 beoordelingen.
De film werd geselecteerd als 
Senegalese inzending voor de beste niet-Engelstalige film voor de 92ste Oscaruitreiking, kwam op de shortlist van december maar werd niet genomineerd.